# El Boix (el Brull)
El Boix és una masia del Brull (Osona) protegida com a Bé Cultural d'Interès Local.

## Descripció
Masia de planta rectangular, amb planta baixa, pis i golfes. Té la teulada de teula àrab a dues vessants i la façana principal és orientada a llevant. S'accedeix al seu interior a través d'un portal que condueix a l'era enllosada i delimitada per la casa, dos portals (un a llevant i un a ponent) i un cobert. A la part del darrere hi ha estat edificat un cos rectangular afegit a la casa. A la part sud es pot veure un forn, avui inservible, adossat a l'exterior del mur. Tot i que no és habitada amb regularitat, hom l'explota com a centre agrícola i ramader. Són destacables les llindes bellament decorades que es troben a la façana principal, a l'altura del primer pis.

## Història
Tot i que ja es troba documentada l'any 1270, l'actual edifici possiblement dati del segle xviii. Se sap del Boix que va resistir les calamitats dels segles xiv i xv i que continuava sent una de les masies importants al segle xviii.
El fet que actualment no es trobi habitat no ha afectat a les seves estructures i estat de conservació. Tot i que és explotat com a centre agrari, el seu estat pot començar a perillar.